# Mar del Plata Open
Il Mar del Plata Open è stato un torneo di tennis facente parte del Grand Prix giocato nel 1981 a Mar del Plata in Argentina su campi in terra rossa.

## Albo d'oro

### Singolare
| Anno | Vincitore       | Finalista    | Punteggio            |
| ---- | --------------- | ------------ | -------------------- |
| 1981 | Guillermo Vilas | Víctor Pecci | 2–6, 6–3, 2–1 ritiro |

### Doppio
| Anno | Vincitori               | Finalisti                        | Punteggio     |
| ---- | ----------------------- | -------------------------------- | ------------- |
| 1981 | David Carter Paul Kronk | Ángel Giménez Jairo Velasco, Sr. | 6–7, 6–4, 6–0 |